# Els Plans (la Molsosa)
Els Plans és una masia situada al municipi de la Molsosa, a la comarca catalana del Solsonès. Es té constància de la masia des del segle xvii, i en una llinda d'una paret interior hi trobem la data de 1850.
Està situada a 646 metres d'alçada, al centre del municipi al pla de la Molsosa. Es troba al costat de l'Ajuntament de la Molsosa i l'actual església del municipi. Està envoltada de grans extensions de conreus.

## Descripció
Masia envoltada per cossos auxiliars destinats a coberts, corrals i garatges. Antigament havia estat una masoveria. De construcció tradicional amb parets de pedra actualment arrebossades i pintades. Masia ampliada al llarg dels anys, a l'interior de la planta baixa trobem l paret originària anterior a 1850. De pedra vista amb una llinda i els brancals de pedra. Coberta a dues aigües com a morfologia tradicional. Els cossos annexes destinats a coberts i pallissa també són de pedra amb una estructura antiga de fusta i teula àrab vella. Tots ells han sofert petites transformacions realitzades amb parets de totxana sense revestir per adequar-los a altres funciona (garatge, corrals, galliner, ...). Trobem les granges vinculades a la masia a pocs metres d'aquesta.